# Calitatea apei
Într-o primă aproximație se admite că apa pură este formată din molecule de oxid de hidrogen, H2O. Dar apa în stare pură nu este propice vieții și nici nu se găsește în natură. Apa în natură conține numeroase substanțe minerale și organice dizolvate sau în suspensie.
Astfel, calitatea apei se determină în funcție de caracteristicile organoleptice, fizice, chimice, biologice și bacteriologice.

## Caracteristici organoleptice

### Mirosul
Se datorează substanțelor organice în descompunere sau microorganismelor vii (alge, protozoare, etc), precum și prezenței unor substanțe chimice provenite din ape uzate industriale (fenoli, crezoli, etc).

### Gustul
Se datorează diferitelor tipuri de substanțe dizolvate care se găsesc în cantități mai mari în apă: sărat (clorură de sodiu sau sulfat de sodiu), amar ( sulfat de magneziu sau clorură de magneziu), dulceag (sulfat de calciu), acidulat (bioxid de carbon), acru (bicromat sau clorură de fier).

## Caracteristici fizice

### Turbiditatea
Depinde de materiile din apă aflate în diferite stări de dispersie și de natura lor.
Turbiditatea se măsoară prin comparație cu o emulsie etalon în scara silicei: 1 mg silice fin divizată la 1 l apă distilată reprezintă un grad de turbiditate (GT).

### Culoarea
Se datorează prezenței în apă a unor substanțe dizolvate (oxizi ferici, compuși de mangan, clorofilă din frunze, acizi humici, etc.) și se determină prin comparații cu soluții etalon de clorură de platină și potasiu sau clorură de cobalt; fiecare grad de culoare (GC) corespunde la 1 mg/l platină.

### Temperatura
Variază în funcție de proveniența apei (subterană sau de suprafață) și de anotimp.
Apa subterană la adâncimi până la 50 m sub nivelul terenului are temperatura cuprinsă între 10 și 13°C; de la această adâncime în jos temperatura crește cu câte 1°C pentru fiecare 33 - 35 m.
Temperatura apelor de suprafață în România variază între 0 și 27°C.

### Conductibilitatea electrică
Este proprietatea apei de a permite trecerea curentului electric. De obicei se măsoară rezistivitatea electrică, care este inversul conductibilității. Rezistivitatea apei este o funcție inversă față de concentrația de substanțe dizolvate în apă și se măsoară în Ωcm (ohm×cm). 
O variație bruscă a rezistivității poate indica apariția unei surse de infecție.

### Radioactivitatea
Este proprietatea apei de a emite radiații permanente α, β sau γ.
Concentrațiile admisibile se exprimă în mc/mm (microcurie pe milimetru), 1C = 1 Curie reprezintă 3,71 × 10¹º atomi de radiu dezintregați pe secundă, care corespunde la 1 g radiu.

## Caracteristici chimice

### Reziduul fix
Reprezintă totalitatea substanțelor solide minerale și organice aflate în apă și se obține prin încălzirea apei până la 105°C, când se realizează evaporarea completă. Se exprimă în miligrame pe litru.

### Reacția apei
Poate fi acidă, (pH < 7), neutră (pH = 7) sau alcalină (pH > 7), în funcție de conținutul de săruri dizolvate în apă. Se exprimă prin indicele pH, care este cologaritmul concentrației ionilor de hidrogen la 1 l de apă.

### Duritatea apei
Se datorează sărurilor de calciu și de magneziu aflate în soluție. Aceste săruri pot fi sub forma de carbonați, de cloruri, de sulfați, de azotați, de fosfați sau de silicați.
Un grad de duritate este echivalent cu 10 mg de CaO, sau 1,142 mg de MgO conținute într-un litru de apă.
Duritatea temporară este determinată de carbonați, care prin firbere precipită.
Duritatea permanentă este determinată de celelalte săruri de calciu și de magneziu (sulfați, cloruri, etc.) și nu precipită prin fierbere.
Duritatea totală este suma durităților temporară și permanentă.

### Substanțele organice
Provin din resturi de plante și animale. Ele pot fi oxidate complet și se exprimă în miligrame pe litru de manganat de potasiu necesar pentru oxidarea lor.

### Fierul
Se găsește în special în apele subterane, sub formă de diferiți compuși, mai frecvent bicarbonat feros. În contact cu aerul, compușii feroși devin ferici, punându-se în evidență hidroxidul feric. Apa care conține fier în cantități mari este opalescentă, cu gust acru, astringent, pătează rufele, nu poate fi întrebuințată în industria hârtiei, a celulozei, la vopsitorii, coloranți, etc.

### Manganul
Însoțește, de obicei, fierul în apele subterane. Depozitul produs de compușii manganului are o culoare brună.

### Calciul
Se găsește în apă sub forma de bicarbonați, sulfați și cloruri. Rolul lui în apa potabilă este pus în legătură cu iodul, fiind determinant în apariția gușei.

### Magneziul
Ca și calciul, determină duritatea apei.

### Amoniacul(NH3)
Pune, de obicei, în evidență contaminarea apelor potabile cu apă provenită din rețeaua de canalizare, de la closete, etc. Amoniacul poate fi și de natură minerală, provenind de la minereuri ce conțin azotați.

### Clorul
Se găsește în apă sub forma de cloruri fiind, cel mai frecvent, de natură minerală. Prezența în cantități mari a clorurilor dau apei un gust neplăcut, caracteristic (sărat, amar). Clorul poate fi și de natură organică (urina și fecalele conțin cantități importante de cloruri).

### Cuprul,plumbulșizincul
Pot fi întâlniți sub forma de oxizi și indică corodări ale conductelor. În apele de suprafață pot fi întâlniți în aval de deversări de ape uzate provenind de la industrii extractive și prelucrătoare. Compușii lor sunt foarte otrăvitori.

### Dioxidul de carbon(CO2)
În apă poate fi liber (gaz), semilegat (bicarbonați) sau legat (carbonați).
Prezența dioxidului de carbon liber în cantități mari în apă dă acesteia caracter agresiv față de oțel, mortar și betoane.

### Hidrogenul sulfurat(H2S)
Poate fi de natură organică, ca un produs de descompunere, sau minerală, ca un produs dizolvat în straturile adânci.

## Caracteristici biologice
Sunt determinate de prezența unor organisme și particule abiotice care împreună alcătuiesc sestonul.

### Caracteristici bacteriologice
Sunt determinate de bacteriile prezente în apă. Din punct de vedere al igienei apei, bacteriile se pot împărți în următoarele categorii importante:
Bacterii banale, fără influență asupra organismului.
Bacili coli, care în proporție mai mare indică contaminarea apei cu ape de la canalizare, aceștia însoțesc bacilul febrei tifoide.
Bacterii saprofite, care dau indicații asupra contaminării cu dejecții animale și semnalează bacilul febrei tifoide.
Bacterii patogene, care produc îmbolnăvirea organismului. Bacteriile care produc boli hidrice sunt: bacteria febrei tifoide și bacilul dizenteriei.

## Importanța calității apei

### În construcții
Apa din mediu, prin conținutul său în substanțe dizolvate, poate provoca coroziunea elementelor de construcție sau alte fenomene neplăcute, cum ar fi colmatarea instalațiilor termice ce folosesc o apa dură.
La prepararea betoanelor și mortarelor sunt evitate apele cu conținut ridicat de sulfați, deoarece aceștia pot reacționa in timp cu produșii de hidratare a cimentului, cu producerea expansiunii sulfatice, ce conduce la distrugerea structurii de întărire.